# Caribische lamantijn
De Caribische lamantijn (Trichechus manatus) is een lamantijn (geslacht Trichechus) en het grootste lid van de aquatische zoogdierenorde Sirenia, de zeekoeien. Alternatieve namen voor de soort zijn Amerikaanse manatee of Floridamanatee. De Floridamanatee wordt ook wel gezien als een ondersoort (Trichechus manatus latirostris) van de Caribische lamantijn. De wetenschappelijke naam van de soort werd in 1758 gepubliceerd door Carl Linnaeus, die de naam manatus ontleende aan de naam die veel auteurs vóór hem aan het geslacht gaven (door Linnaeus Trichechus genoemd).

## Anatomie
Net als de andere lamantijnen is de Caraïbische lamantijn geheel aan een leven onder water aangepast. Het dier heeft geen achterste ledematen, en een dunne vacht over het gehele lichaam. Deze dient ter vermindering van de ontwikkeling van algen op de huid. De gemiddelde Caraïbische lamantijn is ongeveer 2,5 tot 4,5 meter groot en tussen de 200 en 600 kg zwaar. Er zijn echter ook exemplaren van 1500 kg waargenomen. De vrouwtjes zijn over het algemeen groter dan de mannetjes. De grote staart dient voor de voortstuwing. De voorpoten worden gebruikt als peddels, om over de bodem te lopen of voedsel vast te houden.

## Leefgebied
De Carabische lamantijn leeft in de ondiepe kustgebieden van West-Indië. Door grote veranderingen in de zoutheid van het water trekken de dieren soms naar ondiepe rivieren en estuariums. De Caraïbische lamantijn kan alleen in tropische en subtropische gebieden overleven ten gevolge van een extreem lage metabolische waarde en de dunne laag lichaamsvet. In de winter troepen de lamantijnen in Florida samen rond warmwaterbronnen en de afwatering van energiecentrales. In de zomer trekken de zoogdieren noordwaarts, soms tot aan Rhode Island.

## Leefwijze
Caribische lamantijnen zijn, in tegenstelling tot wat hun logge lichaamsbouw doet vermoeden, verrassend beweeglijk in het water. De dieren kunnen in het water salto's maken en koppetje duiken. Lamantijnen zijn niet territoriaal en vermijden de aanwezigheid van roofdieren. Ze hebben zich dan ook vooral ontwikkeld in gebieden zonder natuurlijke vijanden.
Grote volwassen Caribische lamantijnen kunnen op één dag bijna 100 kg zeegrassen en andere waterplanten verorberen. De kiezen waarmee ze de planten fijnmalen, worden verschillende malen tijdens hun leven vervangen. Het is ook bekend dat Caraïbische lamantijnen ongewervelde dieren en vis eten.

## Voortplanting
Hoewel vrouwelijke Caraïbische lamantijnen voornamelijk solitair leven, ontmoeten mannetjes en vrouwtjes elkaar in de bronsttijd. De meeste vrouwtjes zijn geslachtsrijp tussen de leeftijd van zeven en negen jaar, maar soms komt het voor dat een vrouwtje van vier jaar al voor nakomelingen kan zorgen. De incubatietijd duurt twaalf tot veertien maanden. Normaal wordt er één kalf geboren, alhoewel tweelingen ook mogelijk zijn. Het jong wordt geboren met kiezen en valse kiezen, die het dier toestaan binnen enkele weken na geboorte zelf zeegrassen te eten.

## Ondersoorten
Er worden 2 ondersoorten erkend:
- Trichechus manatus manatus Linnaeus, 1758 – komt voor rond de Grote Antillen en langs de oostkust Latijns-Amerika van Mexico tot Brazilië.
- Trichechus manatus latirostris Harlan, 1824 – komt voor in de zuidoostelijke Verenigde Staten, voornamelijk Florida en Georgia.

## Relatie tot de mens
Er wordt al honderden jaren op de Caraïbische lamantijn gejaagd voor het vlees en de huid. Deze praktijk heeft zich in Centraal- en Zuid-Amerika tot op de dag van vandaag voortgezet. Het illegaal stropen en botsingen met snelle motorboten zijn aan de orde van de dag.
Ten gevolge van hun lage populatieverdubbelingstijd is een verlaging van de populatie zeer schadelijk. Daarom genieten de dieren bescherming van de Amerikaanse overheid.

## Afbeeldingen

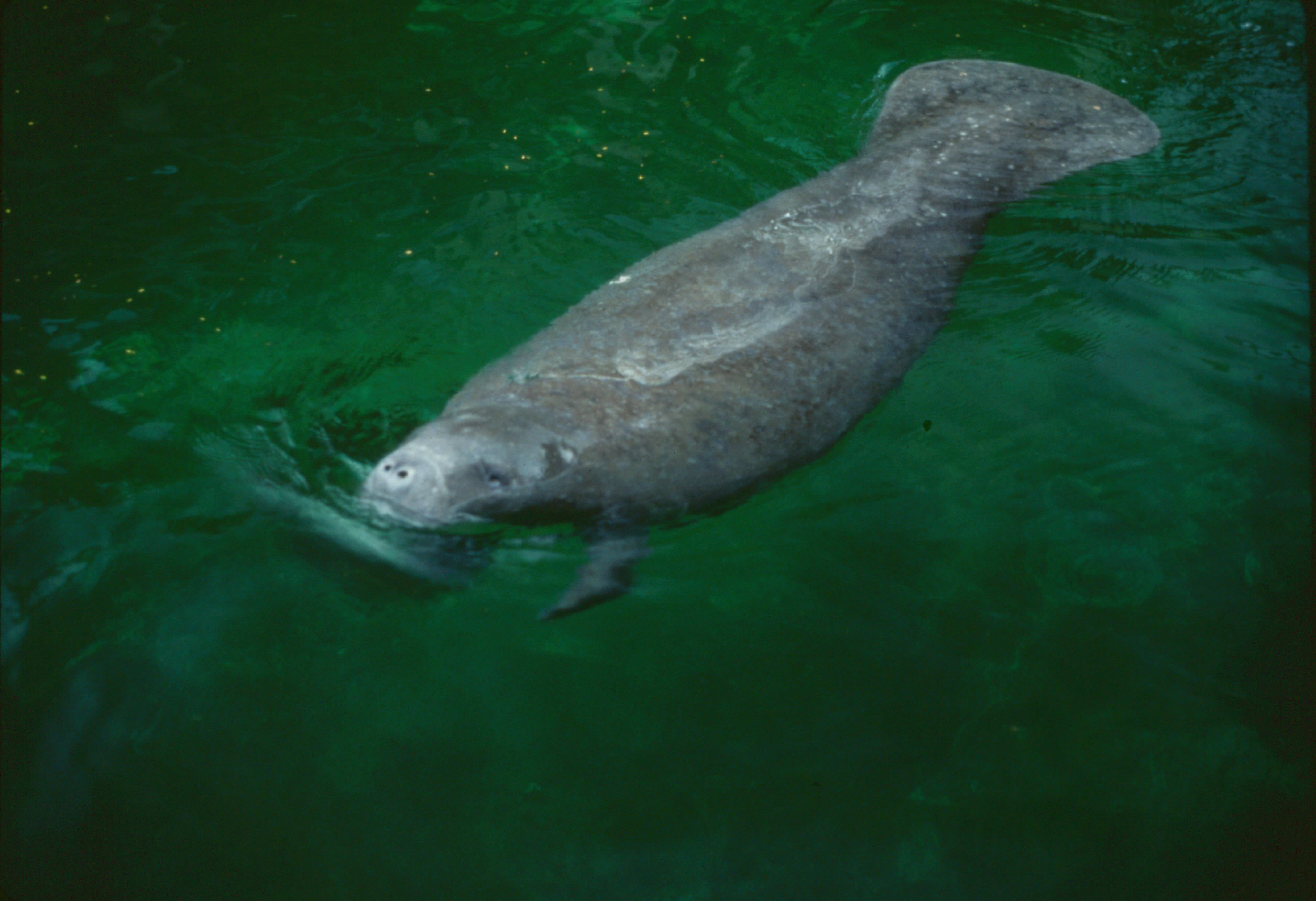
Caribische lamantijn aan de wateroppervlakte
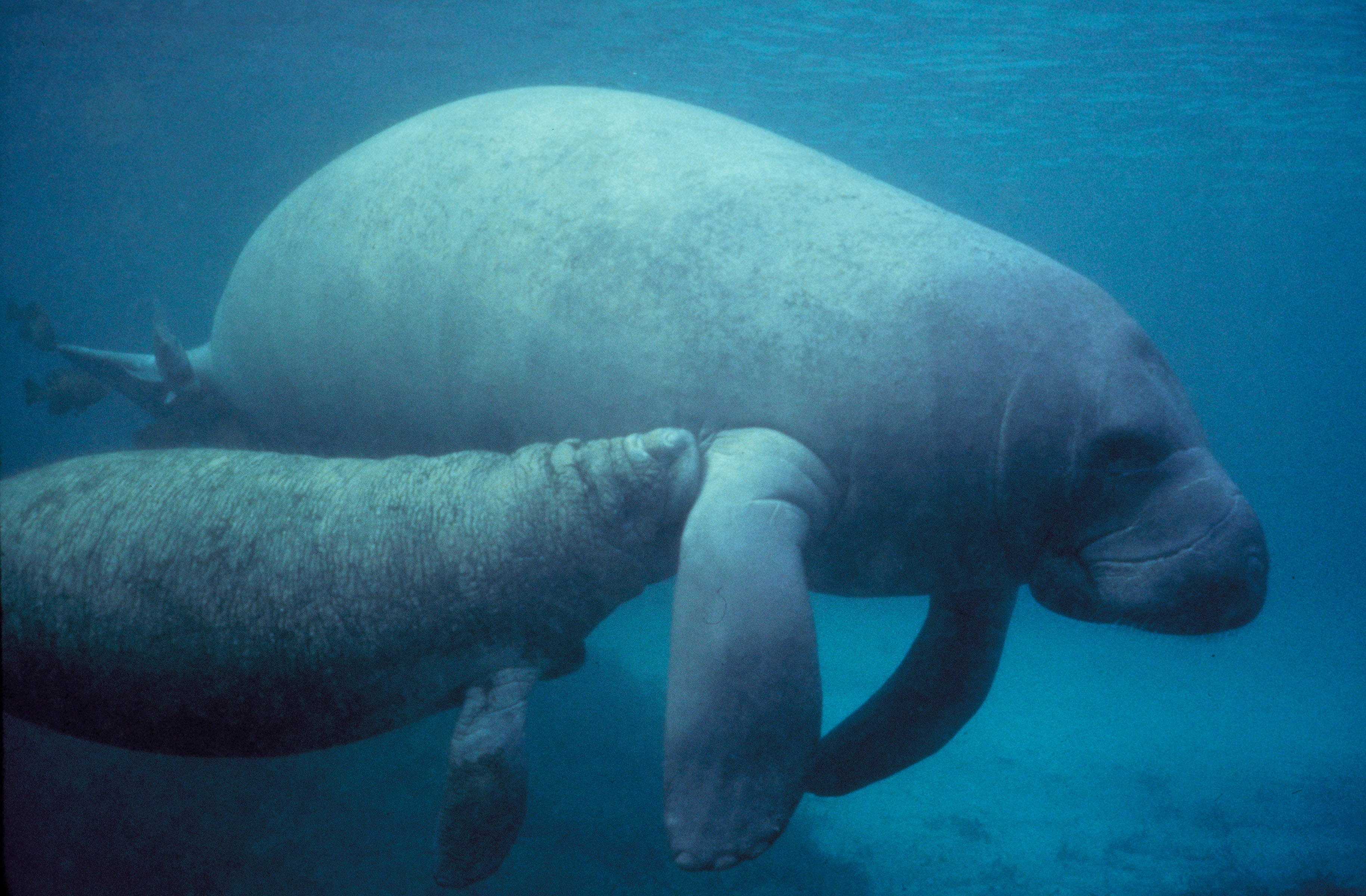
Caribische lamantijn met jong

Doejong (Dugong dugon) · †Stellerzeekoe (Hydrodamalis gigas) · Amazonelamantijn (Trichechus inunguis) · Caribische lamantijn (Trichechus  manatus) · West-Afrikaanse lamantijn (Trichechus senegalensis)